# خنسا (ملکه)
خِنسا (انگلیسی: Khensa) ملکه همسر نوبه و مصر باستان بود و در دوران حکمرانی دودمان بیست و پنجم مصر زندگی می‌کرد.
خنسا به عنوان همسر پادشاه و خواهر پادشاه پیعنخی نامیده می‌شود. این نشان می‌دهد که او خواهر-همسر فرعون بوده و از این رو احتمالاً دختر کاشتا و پباتما است.
عناوین کامل او عبارتند از: بانوی نجیب (iryt p't)، برترینِ ستایش‌ها (wrt hzwt)، عشق دلچسب (bnrt mrwt)، معشوق واجت (mryt w3Dt)، معشوقه لطف (nbt im3t)، بانوی همه زنان (hnwt hmwt nbwt nbwt), همسر پادشاه (hmt niswt)، همسر شاهنشاه (hmt niswt wrt)، بانوی مصر علیا و سفلی (hnwt Sm'w mhw)، بانوی دو سرزمین (hnwt t3wy)، دختر پادشاه (s3t niswt)، خواهر پادشاه (snt niswt) و کسی که هر روز پادشاه را آرام می‌کند (shtp niswt m hrt hrw).
شاهد تاریخی وجود خنسا مجسمهٔ E 3915 در لوور است که به باستت تقدیم شده و نام او و پیعنخی بر آن آمده است. او در یک هرم در الکرو (Ku4) به خاک سپرده شد. مقبره همچنان حاوی قطعاتی از وسایل تشییع جنازه مانند میز نذری، گلدان، کوزه‌های کانوپی و غیره بود.